# وزارة الطاقة (أذربيجان)
وزارة الطاقة بجمهورة أذربيجان (بالأذرية: Azərbaycan Respublikası Energetika Nazirliyi) (وزارة الوقود والطاقة في 2001-2004، وزارة الصناعة والطاقة لجمهورة أذربيجان في 2004-2013) - هي السلطة التنفيذية المركزية أذربيجانية تنفذ سياسة الدولة وتنظيمها في مجمع الوقود والطاقة. يرأس الوزارة برفيز شاهباسوف.

## نشأة الوزارة
تأسست وزارة الوقود والطاقة بموجب القرار لرئيس جمهورية أذربيجان السابق حيدر علييف رقم 458 المؤرخ 18 أبريل 2001. تم تحديد وظائف وحقوق الوزارة في النظام الأساسي لرئيس جمهورية أذربيجان، الذي تمت الموافقة عليه بموجب المرسوم رقم 575 المؤرخ 6 سبتمبر 2001.
ألغيت وزارة الوقود والطاقة بجمهورة أذربيجان بموجب القرار لرئيس جمهورية أذربيجان إلهام علييف في 15 مايو 2006 رقم 150 وتأسست وزارة الصناعة والطاقة لجمهورة أذربيجان. تمت الموافقة نظام أساسي لوزارة الصناعة والطاقة بموجب المرسوم لرئيس جمهورية أذربيجان رقم 404 المؤرخ 15 مايو 2006.
في 22 أكتوبرا 2013 بموجب المرسوم لرئيس جمهورية أذربيجان المؤرخ 3، تأسست وزارة الطاقة بجمهورة أذربيجان على أساس وزارة الصناعة والطاقة.

## التعاون مع البلدان الأخرى
زار الوفد الأذربيجاني بقيادة برفيز شاهباسوف المملكة العربية السعودية في 16 كانون الثاني (يناير) 2018. الوفد الأذربيجاني يلتقي سلمان بن عبد العزيز آل سعود. وأثناء هذا الاجتماع ناقش التعاون في مجال الطاقة. وقد أكد وزير الطاقة والصناعة والثروة المعدنية خالد بن عبد العزيز آل سعود أن شركة «أرامكو السعودية» ستعمل في أذربيجان.

## قيادة
- الوزير - برفيز شاهباسوف

### نواب
- سامير فلييف
- جولمماد جفادوف
- إيلنور سولتانوف